# Ambassade de France en Albanie
L'ambassade de France en Albanie est la représentation diplomatique de la République française auprès de la république d'Albanie. Elle est située à Tirana, la capitale du pays, et son ambassadrice est, depuis 2023, Catherine Suard (d).

## Ambassade
L'ambassade est située au cœur de Tirana, dans la rue Skanderberg, surnommée la rue des Ambassades. Elle accueille aussi une section consulaire.

## Ambassadeurs de France en Albanie
| De   | À    | Ambassadeur                |
| ---- | ---- | -------------------------- |
| 1922 | 1926 | Jean Béguin-Billecocq      |
| 1926 | 1929 | Gaston de Vaux             |
| 1929 | 1934 | Georges Degrand            |
| 1934 | 1935 | Marcel Ray                 |
| 1935 | 1939 | Louis Mercier              |
| 1939 | 1945 | Fermeture de l'ambassade   |
| 1946 | 1946 | Guillaume Georges-Picot    |
| 1946 | 1948 | Guy Menant                 |
| 1948 | 1950 | André Chartier             |
| 1950 | 1953 | Georges Cassin             |
| 1953 | 1956 | M. Chassaing de Bourdeille |
| 1956 | 1961 | Louis Keller               |
| 1961 | 1963 | Jean Aurillac              |
| 1963 | 1966 | Pierre Gorce               |
| 1966 | 1969 | Yves Pinauldt              |
| 1969 | 1972 | Albert Vanthier            |
| 1972 | 1974 | André Millot               |
| 1974 | 1977 | François Desbans           |
| 1977 | 1978 | Marcel Bouquin             |
| 1978 | 1981 | Gabriel Lecomte            |
| 1981 | 1985 | Marcel Martin              |
| 1985 | 1989 | Philippe Legrain (d)       |
| 1989 | 1992 | Michel Boulmer (d)         |
| 1992 | 1994 | Jacques Faure (d)          |
| 1994 | 1996 | Louis Dominici (d)         |
| 1996 | 2001 | Patrick Chrismant (d)      |
| 2001 | 2004 | Michel Menachemoff (d)     |
| 2004 | 2008 | Françoise Bourolleau (d)   |
| 2008 | 2011 | Maryse Daviet (d)          |
| 2011 | 2014 | Christine Moro (tr)        |
| 2014 | 2017 | Bernard Fitoussi           |
| 2017 | 2020 | Christina Vasak            |
| 2020 | 2023 | Élisabeth Barsacq (d)      |
| 2023 | auj. | Catherine Suard (d)        |

## Relations diplomatiques
Les relations entre la France et l’Albanie sont anciennes. La France a joué un rôle important dans la survie de l’État albanais en 1916 en établissant un protectorat militaire sur la région de Korça. Entre les deux guerres, le lycée français de Korça a été créé pour contribuer à la formation de l'élite albanaise. La stratégie de la France est claire : que l'Albanie reste neutre, au centre d'une rivalité entre la Yougoslavie et l'Italie. La légation est fermée en 1939, après l'entrée des troupes italiennes dans le pays.
La France a été le premier pays occidental à réactiver sa représentation diplomatique à Tirana en 1945. Ce n'est pourtant qu'en 1963 que la légation a été élevée au rang d'ambassade. La France a également participé au succès de l’opération Alba dirigée par l’Italie au printemps 1997, qui a permis de restaurer l’ordre et d’organiser les élections législatives de l’été 1997. La France et l’Albanie ont signé en 1994 un traité d’Entente et de Coopération et le 28 mars 2017 le Partenariat de coopération stratégique.

## Consulat

### Communauté française
Au 31 décembre 2016, 197 Français sont inscrits sur les registres consulaires en Albanie.
| 2001 | 2002 | 2003 | 2004 |
| ---- | ---- | ---- | ---- |
| 54   | 55   | 56   | 56   |

| 2005 | 2006 | 2007 | 2008 |
| ---- | ---- | ---- | ---- |
| 79   | 96   | 100  | 90   |

| 2009 | 2010 | 2011 | 2012 |
| ---- | ---- | ---- | ---- |
| 86   | 121  | 172  | 198  |

| 2013 | 2014 | 2015 | 2016 |
| ---- | ---- | ---- | ---- |
| 201  | 196  | 203  | 197  |

### Circonscriptions électorales
Depuis la loi du 22 juillet 2013 réformant la représentation des Français établis hors de France avec la mise en place de conseils consulaires au sein des missions diplomatiques, les ressortissants français d'une circonscription recouvrant l'Albanie, la Bosnie-Herzégovine, la Bulgarie, le Kosovo, la Macédoine et le Monténégro élisent pour six ans un conseiller consulaire. Ce dernier a trois rôles : 
1. il est un élu de proximité pour les Français de l'étranger ;
2. il appartient à l'une des quinze circonscriptions qui élisent en leur sein les membres de l'Assemblée des Français de l'étranger ;
3. il intègre le collège électoral qui élit les sénateurs représentant les Français établis hors de France.

Pour l'élection à l'Assemblée des Français de l'étranger, l'Albanie appartenait jusqu'en 2014 à la circonscription électorale de Vienne comprenant aussi l'Autriche, la Bosnie-Herzégovine, la Bulgarie, la Croatie, la Hongrie, la Macédoine, le Monténégro, la Pologne, la Roumanie, la Serbie, la Slovaquie, la Slovénie et la République tchèque, et désignant trois sièges. L'Albanie appartient désormais à la circonscription électorale « Europe Centrale et orientale » dont le chef-lieu est Varsovie et qui désigne trois de ses 19 conseillers consulaires pour siéger parmi les 90 membres de l'Assemblée des Français de l'étranger. 
Pour l'élection des députés des Français de l’étranger, l'Albanie dépend de la 7e circonscription.